# Демьяновский сельсовет (Луганская область)
Демьяновский сельский совет — муниципальное образование в составе Белокуракинского района Луганской области, Украина. Административный центр — село Демьяновка. Население сельсовета 1005 человек, плотность населения — 10,9 человек/км².

## Территория
Демьяновскому сельскому совету подчинены, кроме собственно села Демьяновка, также сёла Конопляновка и Шовкуновка. Сельский совет граничит (с севера по часовой стрелке) с Просторовским, Курячевским, Павловским сельскими, Белокуракинским поселковым, Бунчуковским сельскими советами Белокуракинского района, Кругловским, Свистуновским, Маньковским сельсоветами Сватовского района. Территория сельсовета составляет 92,47 км², периметр — 54,835 км.
На территории сельсовета истоки реки Боровая. Ботанический памятник природы местного значения Большая долина в долине реки Боровой создан 24 февраля 1995 года.

## Состав
Общий состав совета: 16 депутатов. Партийный состав: Партия регионов — 10 (62,5 %), Коммунистическая партия — 4 (25 %), Сильная Украина — 1 (6,3 %), самовыдвижение — 1 (6,3 %). Председатель сельсовета — Панченко Сергей Александрович, секретарь — Звягинцева Галина Андреевна.
| Демьяновский сельский совет           | Демьяновский сельский совет      | Демьяновский сельский совет     | Демьяновский сельский совет                                                                                   |
| № пп                                  | Фамилия, имя, отчество           | Дата признания избранным        | Сведения о избранном депутате                                                                                 |
| Коммунистическая партия Украины       | Коммунистическая партия Украины  | Коммунистическая партия Украины | Коммунистическая партия Украины                                                                               |
| ------------------------------------- | -------------------------------- | ------------------------------- | --- |
| 1                                     | Сидоренко Неля Николаевна        | 2 ноября 2010                   | Образование среднее специальное, беспартийная, СООО «Заря», бухгалтер.                                        |
| 2                                     | Костенко Надежда Петровна        | 2 ноября 2010                   | Образование среднее, беспартийная, СООО «Заря», заведующая МТФ.                                               |
| 3                                     | Гринько Анатолий Дмитриевич      | 2 ноября 2010                   | Образование среднее, беспартийный, СООО «Заря», главный зоотехник.                                            |
| 4                                     | Пеньков Сергей Владимирович      | 2 ноября 2010                   | Образование высшее, беспартийный, СООО «Заря», инженер ТОМТП.                                                 |
| Партия регионов                       |                                  |                                 | |
| 1                                     | Гришин Сергей Александрович      | 2 ноября 2010                   | Образование среднее специальное, член Партии регионов, СООО МТС «Альянс», слесарь.                            |
| 2                                     | Звягинцева Галина Андреевна      | 2 ноября 2010                   | Образование среднее специальное, член Партии регионов, Демьяновский сельский совет, секретарь.                |
| 3                                     | Обильный Станислав Иванович      | 2 ноября 2010                   | Образование высшее, член Партии регионов, Белокуракинская райгосадминистрация, главный госинспектор.          |
| 4                                     | Марченко Елена Ивановна          | 2 ноября 2010                   | Образование среднее специальное, член Партии регионов, Демьяновский фельдшерско-акушерский пункт, заведующая. |
| 5                                     | Гринько Геннадий Васильевич      | 2 ноября 2010                   | Образование среднее, член Партии регионов, СООО МТС «Альянс», водитель.                                       |
| 6                                     | Самарский Анатолий Александрович | 2 ноября 2010                   | Образование высшее, член Партии регионов, СООО МТС «Альянс», управляющий отделением.                          |
| 7                                     | Кратова Елена Ивановна           | 2 ноября 2010                   | Образование среднее специальное, член Партии регионов, СООО МТС «Альянс», свинарка.                           |
| 8                                     | Быкова Елена Викторовна          | 2 ноября 2010                   | Образование высшее, член Партии регионов, Конопляновская общеобразовательная школа, директор.                 |
| 9                                     | Широкий Василий Иванович         | 2 ноября 2010                   | Образование высшее, член Партии регионов, пенсионер.                                                          |
| 10                                    | Щербак Неля Леонидовна           | 2 ноября 2010                   | Образование среднее, член Партии регионов, СООО МТС «Альянс», учётчик.                                        |
| Политическая партия «Сильная Украина» |                                  |                                 | |
| 1                                     | Гринько Ольга Прокофьевна        | 2 ноября 2010                   | Образование среднее, беспартийная, временно не работает.                                                      |
| Самовыдвижение                        |                                  |                                 | |
| 1                                     | Путненко Валентина Михайловна    | 2 ноября 2010                   | Образование высшее, беспартийная, пенсионерка.                                                                |

## История
Председателя сельсовета:
- 26.03.2006 — 22.01.2007 — Сидоренко Сергей Викторович (1965).
- 17.06.2007 — 31.10.2010 — Панченко Сергей Александрович, беспартийный (1962).

## Экономика
На землях сельского совета действуют СООО Заря, председатель Ведмеденко Николай Григорьевич; МТС Альянс, председатель Писаренко Виктор Григорьевич.